# Бурая гиена
Бурая гиена, или береговая гиена (лат. Parahyaena brunnea), — вид хищных млекопитающих из семейства гиеновых, единственный современный вид рода Parahyaena. Отличается значительно меньшим ростом, чем пятнистая гиена, и чрезвычайно длинной, грубой гривой, однообразно бурого цвета без пятен, свешивающейся со спины к бокам. Эта гиена обитает в пустынных частях прибрежных зон южной Африки, и держится, по-видимому, поблизости от моря. Пищу её составляет падаль и морские отбросы.
Самки и самцы практически неотличимы друг от друга. В клан входит от 4 до 15 особей. Главой клана является самец.

## Описание
Длина тела (с учётом головы) бурой гиены составляет от 86 до 150 см, хотя в среднем колеблется в интервале от 110 до 125 см. Высота в холке — от 71 до 88 см, а длина хвоста — от 25 до 35 см. В отличие от пятнистых гиен, у бурых отсутствуют значительные различия между полами, однако самцы могут быть немного крупнее самок. В среднем взрослый самец весит от 40,2 до 43,7 кг, а самка — от 37,7 до 40,2 кг. Вес особей данного вида обычно не превышает 55 кг, хотя были зафиксированы отдельные представители с весом 67,6 кг и даже 72,6 кг. Шерсть длинная и лохматая, в частности на хвосте и спине. Основной цвет шерсти — тёмно-коричневый, а голова серая. Лапы тоже серые, но с тёмными горизонтальными полосками. Способные выпрямляться волосы, длина которых около 30 см, покрывают шею и спину. Бурые гиены обладают мощными челюстями: молодые животные могут раздробить кости ног спрингбока в течение пяти минут после рождения, хотя с возрастом эта способность ухудшается, так как зубы изнашиваются. Черепа бурых гиен крупнее, чем у живущих севернее полосатых гиен, а их зубы более крепкие, что указывает на лучшую специализацию к определённой пище. Бурые гиены обладают анальной железой, находящейся ниже основания хвоста, которая производит чёрные и белые выделения. Железа имеет углубление, покрытое белым секретом, которое разделяет пару долей, производящих чёрный секрет. Эти выделения наносятся на стебли травы примерно через каждые четверть мили их территорий, в частности, по границам.

## Поведение

### Социальное поведение
У бурых гиен имеется социальная иерархия, сопоставимая с волчьей с их альфа-самцами и альфа-самками. Они являются социальными животными, которые могут жить в кланах, состоящих из взрослых животных (по одному каждого пола) и связанных с ними молодых особей, хотя имеются сообщения о кланах, состоящих из четырёх самцов и шести самок. Считается, что в последнем случае имеется как минимум один доминирующий самец. Бурые гиены поддерживают стабильность клановой иерархии с помощью агрессивных ритуальных представлений и притворных поединков. Они, как правило, питаются в одиночку и не защищают территорию, вместо этого используя общие охотничьи пути. Эмиграция обычна для кланов бурых гиен, особенно среди молодых самцов, которые присоединяются к другим группам по достижении совершеннолетия.

### Размножение
Обычно у самок бурых гиен начинается течка и они производят свой первый помёт в два года. Они спариваются в первую очередь в период с мая по август, период их беременности — 97 дней. В отличие от земляных волков, самки бурых гиен спариваются с самцами-кочевниками или с вожаком своего клана. Самцы в клане не оказывают сопротивления и помогают самкам воспитывать детёнышей. Самки рожают в норах, которые скрываются в песчаных дюнах, находящихся вдали от территорий пятнистых гиен и львов. Матери обычно производят помёт каждые 20 месяцев. Как правило, спаривается только доминирующая самка, но если в одном клане родились два выводка, матери будут выращивать детёнышей друг друга, тем не менее уделяя больше внимания своим собственным. Помёт обычно состоит из 1—5 детёнышей, вес которых при рождении составляет около 1 кг. В отличие от пятнистых гиен, бурые рождаются с закрытыми глазами и открывают их после восьми дней жизни. После трёх месяцев они покидают свои норы. Кроме того, в отличие от пятнистых гиен, все взрослые члены клана приносят пищу к детёнышам. Детёныши не полностью отвыкают от груди и не покидают окрестности логова до достижения 14-месячного возраста.

### Пищевые привычки
Бурые гиены в основном падальщики. Основная часть их пищи состоит из трупов, убитых крупными хищниками, хотя гиены могут дополнять свой рацион грызунами, насекомыми, яйцами и фруктами. Тем не менее, бурые гиены — агрессивные падальщики, часто присваивающие себе трупы жертв чепрачных шакалов, гепардов и леопардов, в том числе даже взрослых самцов леопарда.

## Галерея

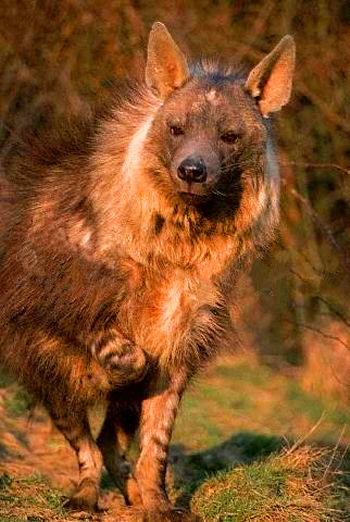
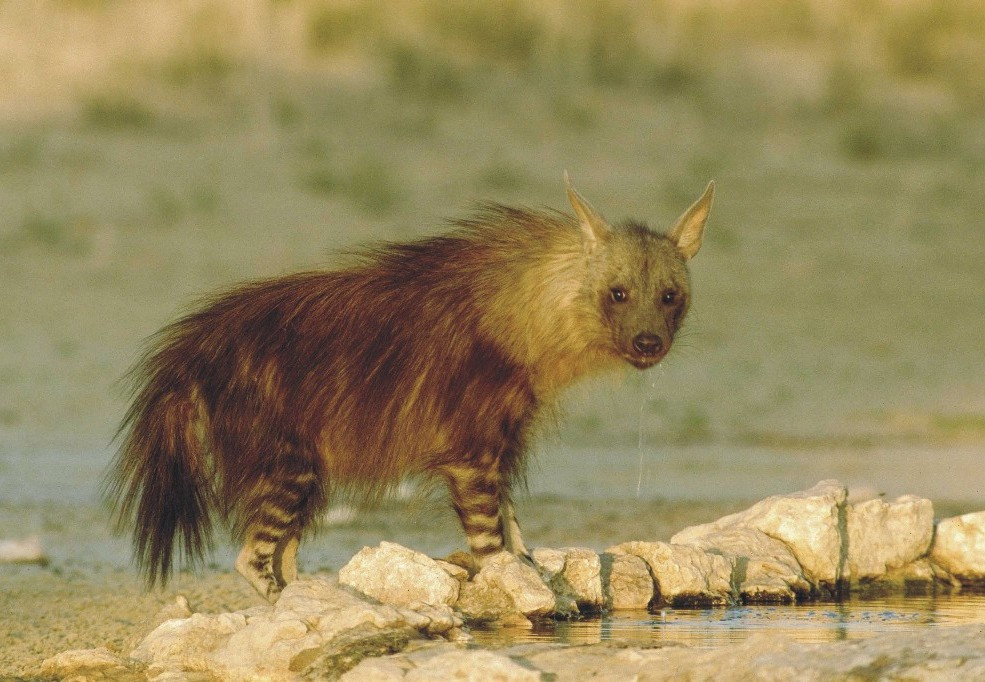
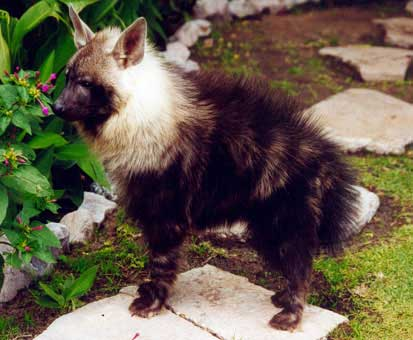
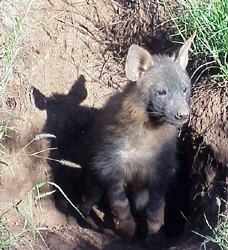
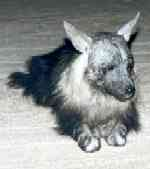